# Hard (singel)
Hard (ang. Twarda) – utwór nagrany przez barbadoską wokalistkę Rihannę z gościnnym udziałem rapera Younga Jeezy, pochodzący z jej czwartego albumu studyjnego Rated R, wydany jako drugi singel 10 listopada 2009 roku. Piosenka osiągnęła popularność głównie w Ameryce Północnej, dochodząc do ósmej pozycji na Billboard Hot 100 oraz do dziewiątej na Canadian Hot 100.

## Geneza i wydanie

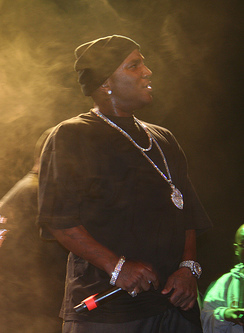
Young Jeezy znany także jako Jeezy

Utwór nagrano w październiku 2009 roku, w czterech studiach: Studios Davout, The Boom Boom Room, Legacy Recording Studios i Triangle Sound Studios. Piosenka została skomponowana przez Teriusa Nasha, Christophera Stewarta, Jaya Jenkinsa, a także Rihannę. Za jej produkcję odpowiadają The-Dream oraz Tricky Stewart – autorzy hitu „Umbrella”. W wywiadzie dla stacji MTV producent Mikkel Storleer Eriksen ze StarGate ogłosił, że drugim singlem Rihanny z albumu zostanie „Wait Your Turn”. Kilka dni później zmieniono tę decyzję i wybrano „Hard” na kolejny utwór promujący Rated R. Jego radiowa premiera odbyła się 10 listopada 2009 roku. Oficjalna okładka singla wyciekła tego samego dnia. Ukazuje Rihannę ubraną jedynie w obcisłą bluzkę, odkrywając jej dwa tatuaże: tekst modlitwy w sanskrycie (na biodrze) i niewielki pistolet (na prawym boku). 19 stycznia 2010 roku piosenka została wydana także w formacie digital download.
„Hard” jest utworem napisanym w stylu hip-hopu i R&B, trwa cztery minuty i dziesięć sekund. Charakteryzuje się agresywnym brzmieniem perkusji i syntezatorów, a także obecnością fortepianu. Musicnotes.com podaje, że tempo piosenki wynosi sto uderzeń na minutę, jest napisana w tonacji h-moll, a skala głosu Rihanny rozciąga się od G#3 do H#4.
Wokalistka wypowiedziała się na temat własnego uczucia wobec singla w jednym z wielu wywiadów dla stacji MTV: „Kiedy pierwszy raz usłyszałam tę piosenkę, byłam w Paryżu. Spotkałam Dreama i Tricky’ego, zrobiliśmy sesję nagraniową. Wykonałam kilka utworów, ale to ten trafił do mnie najbardziej. Jest taki arogancki... daleki od tego kim jestem, dlatego chciałam go umieścić na nowym albumie. To była zabawa [...]. A Young Jeezy był idealną osobą do tego klimatu. Uwielbiam jego fragment. Dodał bardzo dużo do tej piosenki”. Autor i producent singla – Tricky Stewart, opisał go jako „ostry, nieco klubowy hit”. Według Ailbhe Malone, reporterki muzycznego magazynu New Musical Express, duży wpływ na brzmienie utworu miał Jay-Z, choć nie był on zaangażowany w produkcję płyty Rated R.

## Listy utworów i formaty
| Lp.     | Tytuł                                      | Czas |
| ------- | ------------------------------------------ | ---- |
| remiksy |                                            |      |
| 1.      | "Hard" (Jump Smokers Clean Radio Edit)     | 3:17 |
| 2.      | "Hard" (Chew Fu Clean Radio Edit)          | 3:45 |
| 3.      | "Hard" (Jody Den Broeder Clean Radio Edit) | 3:32 |
| 4.      | "Hard" (Jump Smokers Extended)             | 3:37 |
| 5.      | "Hard" (Chew Fu Extended)                  | 5:29 |
| 6.      | "Hard" (Jody Den Broeder Club Remix)       | 6:45 |
| 7.      | "Hard" (Jody Den Broeder Dub)              | 6:45 |

## Odbiór krytyków
„Hard” spotkał się z pozytywnymi recenzjami krytyków. Greg Kot z Chicago Tribune stwierdził, że wokalistka „atakuje w piosence wraz z jeszcze ostrzejszą częścią Younga Jeezy”. Monica Herrerra, w ramach recenzji utworu w magazynie Billboard, napisała: „Rihanna nagrywa skuteczny hip-hop, a nawet angażuje w to rapera Jeezy, który zapewnia utworowi chwytliwość [...]. „Hard” nie znajduje się w normalnym, komfortowym repertuarze Rihanny, nietypowe jest to jak próbuje wypromować swój nowy materiał, a jednak to działa”. Dziennik The Guardian, recenzując Rated R, wspomniał, że płyta zaznacza styl dwóch piosenek: „Hard” i „Rude Boy”. Według magazynu utwory te są „najbardziej atrakcyjne wokalnie, nadąsane, lodowate i monotonne”. Leah Greenblatt z Entertainment Weekly pozytywnie oceniła piosenkę, podkreślając karaibski akcent artystki i image jaki przybrała specjalnie na jej potrzeby. Dodatkowo porównała „Hard” do dwóch innych utworów z tej samej płyty: „Wait Your Turn” i „G4L”. Ryan Dombell, dziennikarz Pitchfork Media, oznajmił, że singel charakteryzuje się „mocnym bitem przypominającym przebój „Umbrella”, wyprodukowany także przez Tricky’ego Stewarta”.

## Nagrody i nominacje
| Rok  | Ceremonia             | Kategoria                    | Rezultat  |
| ---- | --------------------- | ---------------------------- | --------- |
| 2010 | Barbados Music Awards | Best Soul/R&B/Hip Hop Single | Nominacja |
| 2010 | BET Awards            | Viewer’s Choice Award        | Wygrana   |

## Promocja

### Teledysk
To wojskowy klimat. Wszystko wystylizowaliśmy militarnie. Mamy czołgi, mamy wojsko, mamy helikoptery, mamy eksplozje. Dużo biegania, dużo fajnych strojów, dużo kul. To jest szalone!

Reżyserem teledysku jest Melina Matsoukas, dla której była to pierwsza współpraca z Rihanną. W przyszłości wyreżyserowała kolejne teledyski dla wokalistki, w tym wywołujące duże kontrowersje do utworów S&M i We Found Love. Klip nakręcono 2 i 3 grudnia 2009 roku, w Los Angeles. Wideo miało premierę 17 grudnia 2009 roku na kanałach MTV i VH1 oraz na oficjalnej stronie internetowej Rihanny.
Teledysk trwa cztery minuty i jedenaście sekund. Rozpoczyna się ujęciem nocą, wokalistka wraz ze swoim oddziałem wojskowym stoi w pobliżu garnizonu. Scena ta przeplatana jest z inną, w której Rihanna samotnie tańczy w bunkrze. Ma ona na sobie czarny hełm i ubrania przypominające jej skórę, w pobliżu piersi obklejona jest czarnymi taśmami. Następnie został przedstawiony moment, gdy piosenkarka (w czarnym kolczastym stroju) przechodzi przez pustynną drogę zapełnioną pułapkami. Kiedy nadchodzi moment pierwszego refrenu, artystka strzela z karabinu maszynowego. W kolejnych minutach teledysku niemalże naga Rihanna tarza się w błocie, gra z innymi żołnierzami w pokera oraz tańczy na czołgu w kasku podobnym do uszu Myszki Miki. W części rapowanej przez Younga Jeezy dochodzi do pożaru. Wkrótce wojsko wyrusza na wojnę. W ostatniej scenie wokalistka chodzi po skalistym terenie z flagą przedstawiającą wielką metalową literę R – logo Rihanny.
Klip otrzymał mieszane recenzje od krytyków. Peter Gaston z magazynu Spin porównał pracę Matsoukas do teledysków „Rhythm Nation” Janet Jackson i „Dirrty” Christiny Aguilery – „Rihanna jako wampir w słabo oświetlonym miejscu, unikanie wybuchów na pustyni, i dość kontrowersyjne [...] wylegiwanie się w błocie. Moralnie pobudzające, naprawdę!”. Według stacji MTV wideo „różni się od poprzednich teledysków [Rihanny], pokazuje skąd pochodzi i co się dzieje w jej życiu”. Bill Lamb z About.com napisał: „Muszę przyznać, że nie rozumiem dlaczego Rihanna siedzi na lufie różowego czołgu ubrana w uszy Myszki Miki. Wydaje się [...], że inspiracje czerpali z sytuacji w Afganistanie czy Iraku. Chcieli być jak najbliżej ukazania rzeczywistości wojskowej”. Lamb skrytykował brak wrażliwości i szacunku dla wojen, twierdząc: „Moim zdaniem to najbardziej niesmaczny ruch militarny jaki wykorzystał wielki artysta popowy w ostatnich latach”. Klip cieszy się dużą popularnością w internecie, na Youtube.com został odtworzony ponad pięćdziesiąt miliony razy.

### Wykonania na żywo
„Hard” po raz pierwszy został przedstawiony na żywo 8 listopada 2009 roku na koncercie Jaya-Z w UCLA Pauley Pavilion. Utwór był wykonywany także 16 listopada 2009 roku na koncercie w Londynie, gdzie Rihanna promowała premierę swojego czwartego albumu na Wyspach Brytyjskich. Pozostałe piosenki z setlisty tego występu to: „Russian Roulette”, „Wait Your Turn”, „Don’t Stop the Music”, „Take a Bow”, „Disturbia” oraz „Umbrella”.
Wokalistka zaśpiewała singel wraz z „Wait Your Turn” podczas gali American Music Awards 22 listopada 2009 roku. Gil Kaufman z MTV w opisie show napisał: „Rihanna miała na sobie obcisły biały kostium posiadający wiele wycięć w postaci linii, które odkrywały jej skórę, kolczaste naramienniki, białe mankiety i bransoletkę przypominającą kolczasty drut”. Występ rozpoczęło krótkie intro – film science fiction, w którym barbadoska piosenkarka jest reanimowana przez roboty. Po zakończeniu „Wait Your Turn”, rozpoczęła wykonanie „Hard”. Towarzyszyły mu czerwone lasery, oświetlające scenę i widownie. 5 grudnia 2009 roku Rihanna zaśpiewała utwór dla Saturday Night Live, a pięć dni później (razem z Jeezym) w programie 106 & Park. W celu kolejnej promocji płyty Rated R w Stanach Zjednoczonych, piosenkarka wystąpiła 1 lutego 2010 roku w programie The Ellen Degeneres Show wraz z utworami „Hard i „Don’t Stop the Music”. Dzień później zaśpiewała singel w ramach sesji dla AOL. Publikacja materiału odbyła się 23 lutego 2010 roku. 27 marca 2010 roku Rihanna wykonała piosenkę z „Don’t Stop the Music” oraz „Rude Boy” na Nickelodeon Kids’ Choice Awards 2010. W występie pojawiły się dwa tańczące roboty, przypominające występ artystki z rozdania nagród ECHO, a także różowy czołg.
„Hard” znalazł się w setliście tras koncertowych Last Girl on Earth Tour i Loud Tour. Podczas wykonywania utworu Rihannie towarzyszyli ponownie tancerze przebrani za żołnierzy i różowy czołg. Duże kontrowersje wywołały występy związane z Last Girl on Earth Tour. W trakcie śpiewania piosenki wokalistka siedziała w skąpym stroju z lufą od czołgu między nogami, udając tym samym posiadanie penisa. Zachowanie Robyn Fenty szybko zostało nagłośnione przez portale internetowe.

## Pozycje na listach
| Lista przebojów (2009/2010)               | Najwyższa pozycja |
| ----------------------------------------- | ----------------- |
| Australia (ARIA Charts)                   | 51                |
| Irlandia (IRMA)                           | 33                |
| Japonia (Japan Hot 100)                   | 82                |
| Kanada (Canadian Hot 100)                 | 9                 |
| Nowa Zelandia (RIANZ)                     | 15                |
| Polska (Polish Airplay Chart)             | 71                |
| Słowacja (IFPI)                           | 21                |
| Stany Zjednoczone (Billboard Hot 100)     | 8                 |
| Stany Zjednoczone (Hot Dance Club Play)   | 1                 |
| Stany Zjednoczone (Hot Digital Songs)     | 10                |
| Stany Zjednoczone (Hot R&B/Hip-Hop Songs) | 14                |
| Stany Zjednoczone (Pop 100)               | 9                 |
| Szwecja (Sverigetopplistan)               | 26                |
| Wielka Brytania (UK Singles Chart)        | 42                |
| Wielka Brytania (UK R&B Chart)            | 23                |

| Notowania (2010)                          | Pozycja |
| ----------------------------------------- | ------- |
| Kanada (Canadian Hot 100)                 | 72      |
| Stany Zjednoczone (Billboard Hot 100)     | 49      |
| Stany Zjednoczone (Hot Dance Club Play)   | 30      |
| Stany Zjednoczone (Hot Digital Songs)     | 53      |
| Stany Zjednoczone (Hot R&B/Hip-Hop Songs) | 66      |

| Państwo           | Status          |
| ----------------- | --------------- |
| Stany Zjednoczone | platynowa płyta |

## Historia wydania
| Kraj              | Data              | Wytwórnia          | Format           |
| ----------------- | ----------------- | ------------------ | ---------------- |
| Stany Zjednoczone | 10 listopada 2009 | Def Jam Recordings | radio            |
| Stany Zjednoczone | 23 listopada 2009 | Def Jam Recordings | radio            |
| Stany Zjednoczone | 19 stycznia 2009  | Def Jam Recordings | digital download |